# لوفنشتاين
لوون اشتاين (وورتمبرغ) (بالألمانية: Löwenstein) هي مدينة وبلدة ألمانية تقع في ألمانيا في بادن-فورتمبيرغ.[بحاجة لمصدر] يقدر عدد سكانها بـ 3,106 نسمة .

## المدن التوأمة
مدينة "ترابوش" هي مدينة توأمة لـلوون اشتاين (وورتمبرغ).